# Glossaire des positions au football canadien
Le tableau suivant donne les noms et les abréviations usuelles des positions au football canadien, incluant les appellations historiques. Il donne aussi la correspondance avec les noms anglais de ces positions, utilisés en Europe francophone.
Pour un article plus général, voir Position au football canadien.
| Abréviation française | Nom français                      | Apparition en français | Abréviation anglaise | Nom anglais                | Formation        | Notes |
| --------------------- | --------------------------------- | ---------------------- | -------------------- | -------------------------- | ---------------- | --- |
| AD                    | Ailier défensif                   | 1953                   | DE                   | Defensive end              | Défensive        | |
| AR                    | Ailier rapproché                  | 1965                   | TE                   | Tight end                  | Attaque          | |
| B                     | Botteur de précision              | 1945                   | K                    | Kicker ou Placekicker      | Unités spéciales | |
| BD                    | Botteur de dégagements            | 1960                   | P                    | Punter                     | Unités spéciales | |
| BL                    | Bloqueur                          | 1936                   | T                    | Offensive tackle           | Attaque          | |
| C                     | Centre                            | 1930                   | C                    | Centre                     | Attaque          | |
| CA                    | Centre arrière                    | 1955                   | FB                   | Fullback                   | Attaque          | |
| DC                    | Demi de coin                      | 1968                   | CB                   | Cornerback                 | Défensive        | « Demi défensif de coin » apparaît en 1966. |
| DD                    | Demi défensif                     | 1952                   | DB                   | Defensive back             | Défensive        | Le terme « demi-arrière » a été utilisé à l'époque de la formation unique (attaque-défense). « Demi-arrière défensif » apparaît en 1947.                                                                          |
| DI                    | Demi inséré                       | 1971                   | TE                   | Tight end ou Slotback (en) | Attaque          | Des années 1950 à 1970, le demi inséré était souvent appelé « flanqueur ». Plus tôt, il était compté comme un des ailiers. Le terme « ailier rapproché » apparaît vers 1965 et signifie à peu près la même chose. |
| DO                    | Demi offensif                     | 1935                   | RB                   | Running back               | Attaque          | Le terme « demi-arrière » a été utilisé à l'époque de la formation unique (attaque-défense). |
| FL                    | Flanqueur                         | 1955                   | FL                   | Flanker (en)               | Attaque          | Appelé demi inséré ou ailier rapproché à partir des années 1970 |
| G                     | Garde                             | 1946                   | OG                   | Offensive guard            | Attaque          | |
| LD                    | Joueur de ligne défensive         | 1964                   | DL                   | Defensive lineman          | Défensive        | Désigne indistinctement un plaqueur défensif ou un ailier défensif. |
| LO                    | Joueur de ligne offensive         | 1964                   | OL                   | Offensive lineman          | Attaque          | Désigne indistinctement un centre, un garde ou un bloqueur. |
| M                     | Maraudeur                         | 1977                   | S                    | Safety                     | Défensive        | |
| PD                    | Plaqueur défensif                 | 1956                   | DT                   | Defensive tackle           | Défensive        | |
| QA                    | Quart-arrière                     | 1924                   | QB                   | Quarterback                | Attaque          | |
| RÉ                    | Receveur éloigné                  | 1961                   | WR                   | Wide receiver              | Attaque          | On a vu aussi Ailier éloigné. |
| SEC                   | Secondeur                         | 1952                   | LB                   | Linebacker                 | Défensive        | Appelé secondeur de ligne |
| SLR                   | Spécialiste des longues remises   | 1999                   | LS                   | Long snapper               | Unités spéciales | Cependant la position est attestée dès les années 1980: « le joueur de centre le plus fiable de l'équipe pour effectuer les longues remises au botteur » (1981).                                                  |
| SRB                   | Spécialiste des retours de bottés | 1958                   | KR/PR                | Returner                   | Unités spéciales | |
| T                     | Teneur                            | 1974                   | H?                   | Holder                     | Unités spéciales | |
| --                    | Aile ou Ailier                    | 1899                   |                      | Wing                       | Toutes           | |
| --                    | Aile volante                      | 1902                   |                      | Flying wing                | Toutes           | On trouve aussi voltigeur |
| --                    | Arrière                           | 1899                   |                      | Back                       | Toutes           | |
| --                    | Demi                              | 1899                   |                      | Half-back                  | Toutes           | A été remplacé par « demi-arrière » puis par « demi offensif » ou « demi défensif ». Encore utilisé cependant par apocope.                                                                                        |
| --                    | Demi-arrière                      | 1921                   |                      | Half-back                  | Toutes           | Utilisé des années 1920 aux années 1980. |
| --                    | Quart                             | 1899                   |                      | Quarterback                | Toutes           | A été remplacé par « quart-arrière » dans les années 1920. Encore utilisé cependant par apocope. |